# 虞余运河水利航运设施
虞余运河水利航运设施位于浙江省绍兴市上虞区驿亭镇，主要由五夫长坝及升船机、驿亭坝组成。这些设施为第七批全国重点文物保护单位大运河的组成部分。

## 历史
- 五夫长坝始建于明代嘉靖年间，为堰坝、桥闸一体的设施。
- 驿亭坝为唐长庆年间为调节夏盖湖与白马湖水所建，现存为清咸丰年间重建[1][2]。